# گای مدیسون
گای مدیسون (انگلیسی: Guy Madison؛ ۱۹ ژانویهٔ ۱۹۲۲ – ۶ فوریهٔ ۱۹۹۶) یک هنرپیشه اهل ایالات متحده آمریکا بود. وی بین سال‌های ۱۹۴۴ تا ۱۹۸۸ میلادی فعالیت می‌کرد.

## فیلم‌شناسی

### سینما
- از وقتی تو رفتی (۱۹۴۴) در نقش هارولد اسمیت
- ماه عسل (۱۹۴۷)

### تلویزیون
- گیوم‌تل (۱۹۸۷-۱۹۸۸) در نقش گریش